# Babymetal × Kiba of Akiba
«Babymetal × Kiba of Akiba» (BABYMETAL×キバオブアキバ) es un split single de Babymetal y Kiba of Akiba, lanzado el 7 de marzo de 2012.

## Antecedentes
Babymetal y Kiba of Akiba se conocieron por primera vez bajo la dirección del grupo principal Sakura Gakuin, y más tarde, decidieron en una colaboración. La única división fue anunciado por Tower Records Japón el 9 de febrero de 2012, y fue el quinto sencillo lanzado a la promoción de Sakura Gakuin 2011 Nendo: Friends.
El sencillo contiene dos canciones originales, uno realizado por Babymetal y uno por Kiba of Akiba. La canción original de Kiba of Akiba, "Party @ El BBS", apareció en el álbum Yeniol. La primera pista de la prima, "Kimi to Anime ga Mitai (Answer for Animation with You)" es una versión de Kiba of Akiba "Answer for Animation with You", interpretada por Babymetal. La segunda pista de la prima es una remezcla de la canción de Babymetal "Doki Doki ☆ Morning", interpretada por Kiba of Akiba.

## "Iine!"
Lanzamiento
La banda estrenó la canción en el concierto "Woman's Power 20th Anniversary" en Shibuya O-West. "Iine!" sirve como el segundo sencillo para el álbum Babymetal.

## Video musical
El video musical de "Iine!" fue dirigida por Daishinszk. El video muestra una variación de la danza del estilo para-para, en el interludio, junto con varias escenas de los miembros en trajes de estilo de hip hop.

## Lista de canciones
| N.º | Título | Artist                                | Duración |  |
| 1.  | «Iine!» | Babymetal                             | 4:10     |  |
| 2.  | «Party @the BBS» | Kiba of Akiba                         | 3:42     |  |
| 3.  | «Kimi to Anime ga Mitai (Answer for Animation with You)» (君とアニメが見たい～Answer for Animation With You; "(I Want to See Anime with You")) | Babymetal con Kimi (BABYMETAL con 君) | 4:00     |  |
| 4.  | «Doki Doki ☆ Morning» (Koa Ver.) (ド・キ・ド・キ☆モーニング Ver.Koa) (bonus track))                                                            | Kiba of Akiba (キバオブアキバ)        | 2:57     |  |

## Posicionamiento en lista
| Lista (2012)                        | Posiciones |
| ----------------------------------- | ---------- |
| Japan (Oricon)                      | 46         |
| Japan Hot Singles Sales (Billboard) | 50         |